# Рахмоналиев, Фарход Мирзовалиевич
Фарход Мирзовалиевич Рахмоналиев (род. 2 ноября 1999, Таджикистан) — российский боец смешанных единоборств, чемпион мира (2024), мастер спорта России международного класса (2022). 

## Биография
Фарход Рахмоналиев родился в таджикской семье 2 ноября 1999 года в Республике Таджикистан. Родители — Рахмоналиев Мирзовали Шералиевич и Давлатова Хайринисо Абдуллоевна.
В Таджикистане пошёл в 1-й класс, во 2-м классе переехал в Россию, в город Тюмень. Вскоре вернулся в Таджикистан. В 7-м классе окончательно переехал в Россию, стал жить в Чебоксарах. В последующем чебоксарский школьник Фарход благодаря школьным и дворовым друзьям увлёкся панкратионом.
После окончания 9 класса чебоксарской школы № 10 Фарход поступил в Чебоксарский электромеханический колледж.
В 1999 году стал гражданином России.
Четырежды чемпион России по по смешанному боевому единоборству; бронзовый и серебряный призёр чемпионатов мира по MMA. 25 ноября 2024 года стал чемпионом мира по смешанному боевому единоборству в весовой категории 52,2 кг на первом Чемпионате мира по MMA под эгидой Международной ассоциации смешанных боевых единоборств MMA World, проходившего в городе Ханты-Мансийск (Россия).
В 2024 году живёт в Чебоксарах, является студентом третьего курса ЧГПУ им. И. Я. Ульянова.

## Спортивные достижения
- Чемпион России по смешанному боевому единоборству 2019 — [4]
- Чемпион России по смешанному боевому единоборству 2022 — [5]
- Чемпион России по смешанному боевому единоборству 2023 — [6]
- Чемпион России по смешанному боевому единоборству 2024 — [7]
- Чемпион мира по смешанному боевому единоборству 2024 (по версии MMA World) — [8]